# Franck Tabanou
Franck Tabanou (ur. 30 stycznia 1989 roku w Thiais), francuski piłkarz, grający na pozycji pomocnika, zawodnik En Avant Guingamp.

## Kariera klubowa
Tabanou to wychowanek Toulouse FC i jak dotąd był to jego jedyny klub w karierze. Zadebiutował w nim 2 maja 2009 w zremisowanym meczu z Olympique Marsylia 2-2. Swoje pierwsze dwie bramki w Ligue 1 zaliczył przeciwko Valenciennes FC 16 stycznia 2010. Przy obu golach asystował André-Pierre Gignac.
29 lipca 2013 roku podpisał kontrakt z AS Saint-Étienne.
| Sezon   | Klub             | Kraj      | Rozgrywki        | Mecze | Bramki | Rozgrywki Europy | Mecze | Bramki |
| ------- | ---------------- | --------- | ---------------- | ----- | ------ | ---------------- | ----- | ------ |
| 2008/09 | Toulouse FC      | Francja   | Ligue 1          | 5     | 0      | -                | -     | -      |
| 2009/10 | Toulouse FC      | Francja   | Ligue 1          | 33    | 4      | Liga Europy UEFA | 5     | 0      |
| 2010/11 | Toulouse FC      | Francja   | Ligue 1          | 34    | 4      | -                | -     | -      |
| 2011/12 | Toulouse FC      | Francja   | Ligue 1          | 32    | 3      | -                | -     | -      |
| 2012/13 | Toulouse FC      | Francja   | Ligue 1          | 34    | 4      | -                | -     | -      |
| 2013/14 | AS Saint-Étienne | Francja   | Ligue 1          | 34    | 3      | Liga Europy UEFA | 4     | 1      |
| 2014/15 | AS Saint-Étienne | Francja   | Ligue 1          | 31    | 1      | Liga Europy UEFA | 6     | 0      |
| 2015/16 | Swansea City     | Anglia    | Premier League   | 0     | 0      | -                | -     | -      |
| 2015/16 | AS Saint-Étienne | Francja   | Ligue 1          | 12    | 0      | -                | -     | -      |
| 2016/17 | Granada CF       | Hiszpania | Primera División | 6     | 0      | -                | -     | -      |

Stan na: 22 stycznia 2017 r.